# 朱寵瀤
光泽荣端王朱宠瀤（1475年—1547年1月19日），字原匯，號止菴，明朝辽惠王朱恩鑙嫡第二子，明朝第一代光泽王。

## 生平
成化二十三年（1487年）六月，明宪宗遣恭順侯吳鑑、鎮遠侯顧溥、武安侯鄭英、保定侯梁任、永康侯徐錡、廣平侯袁輅、遂安伯陳韶、懷柔伯施鑑充正使，中書舍人錢鏞、吏部署郎中吳裕、戶部郎中許楫、署郎中王溥、禮部郎中李魁、兵部郎中劉傳、刑部署郎中王懋、工部郎中顧餘慶充副使，持節冊封朱寵瀤為光澤王。
弘治五年（1492年）十月，明孝宗御奉天殿傳詔遣永康侯徐錡、陽武侯薛倫、駙馬都尉楊偉、崇信伯費淮、清平伯吳琮、建平伯高進、廣寧伯劉佶、彭城伯張信、吏部右侍郎周經、兵部左侍郎呂雯各自持節充正使，尚寶司司丞李㺬、戶科給事中叢蘭、兵科給事中涂旦、中書舍人李㺹、戶部郎中宋明、崔巖、兵部員外郎顧達、強滿、刑部郎中錢鏞、馬懋充副使，冊封東城兵馬副指揮文秀的嫡長女為光澤王妃。
朱宠瀤的兄长朱寵涭袭封为辽王，史称辽恭王；与朱宠瀤兄弟友爱，飲食服御都在一起。朱宠瀤有美德，朱寵涭有事必先告訴朱宠瀤後再做。
弘治十六年（1503年）十二月，因朱宠瀤所奏，孝宗命各王府子女不許於本府軍校之家選配。
正德三年（1508年）二月，因朱宠瀤所请，明武宗賜其《皇明祖訓》《仁孝皇后內訓》各一部。
嘉靖七年（1528年）十月，朱宠瀤奏：中外臣工受賜得明世宗亲手设计的燕弁、忠靜冠服的都以為榮，请求一并賜给宗親、官屬，以让他们因服思義、雖在幽獨不忘敬戒。奏章下到禮部，礼部商议认为宗室是至親，與品官稍異，应该另为成式，可於燕弁上第從減殺以賜親王、郡王、世子、長子，於忠靜冠服上第加增飾以賜將軍、中尉、長史、審理、紀善、教授、伴讀等輔導官，外府州縣儒學官也可以令穿；儀賓雖有品級，不是儒流，不宜濫服。世宗说朱宠瀤所請足見謹德、慎獨至意，待別為定製頒行。十二月，世宗告谕礼部，嘉獎朱宠瀤敬慎好禮之意，說自己因此重新思考了燕弁、忠靜冠服，重新設計了保和冠服及規定了穿着規則。
嘉靖十二年（1533年）十二月，因朱宠瀤所请，賜以《明倫大典》諸書。
嘉靖十六年（1537年）八月，朱宠瀤因未領儀仗，请求行布政司給價自行造辦。工部上奏称無先例，世宗下旨，儀仗、名器頒自朝廷，令內府造好補給各王府，不得奏請自造。
嘉靖十八年（1539年）閏七月，朱宠瀤奏称自己年老多疾，想自行買葬地預造墳塋，世宗下詔准許。
嘉靖二十五年（1546年）十二月，朱宠瀤去世。世宗得知其死訊，輟朝一日，按例賜祭葬。
嘉靖二十八年（1549年）十二月，朱宠瀤嫡長子朱致榞受册袭封。

## 著作
朱寵瀤別號“梅南生”，受封光澤王之前，作有《梅南生序》。
朱寵瀤著有《博文堂稿》。

## 子孫
- 嫡長子光泽恭僖王朱致榞，號克齋[2]
- 第二子鎮國將軍朱致蘽，號韋齋[2]

## 评价
- 《弇山堂别集》卷074：寵祿光大，守禮執義。